# Peter W. Schmitt
Pour les articles homonymes, voir Schmitt.
Peter W. Schmitt (né le 6 juillet 1954 à Offenbach-sur-le-Main) est un compositeur de musique de film allemand.

## Carrière
Bien que passionné de musique, Schmitt est d'abord travailleur. Il fait de la composition son métier principal à partir de 1990.
En 1984, la comédie musicale Einer von uns – Uno Come Noi est créée au Kammerspiele de Francfort-sur-le-Main.

## Filmographie sélective
Cinéma
- 1983 : Kassensturz
- 1987 : Schloß & Siegel
- 1987 : Vorfall am Fluß
- 1992 : Die Liebesreise des Herrn Matzke
- 1996: Echte Kerle

Téléfilms
- 1986 : Die Stadtpiraten
- 1992 : Cherche appartement désespérément (de)
- 1995 : Les Anges et le démon
- 2001 : Allein unter Männern (de)
- 2001 : Quatre femmes à marier
- 2003 : Der Auftrag – Mordfall in der Heimat (de)
- 2003 : Attention papa revient
- 2003 : Helden ohne Heimat (documentaire)
- 2005 : Quand l'amour vous joue des tours
- 2006 : Der beste Lehrer der Welt (de)
- 2006 : Der Seehund von Sanderoog (de)
- 2007 : Papa et moi
- 2007 : Ein Teufel für Familie Engel (de)
- 2008 : Le Vaillant Petit Tailleur (de)
- 2009 : Les Contes de Grimm : Le Chat botté (de)
- 2010 : Les Contes de Grimm : Le Maître-voleur (de)
- 2011 : Un carnaval à l'hôpital (de)
- 2011 : Hitler et sa police (documentaire)
- 2012 : Le Test de paternité
- 2012 : Les Contes de Grimm : Peau d'Âne (de)
- 2013 : Le Poisson magique (de)
- 2014 : Alles Verbrecher – Eiskalte Liebe (de)
- 2014 : Till Eulenspiegel (de)
- 2015 : Hans im Glück (de)
- 2018 : Das Märchen von der Regentrude (de)
- 2020 : Weihnachtstöchter (de)

Séries télévisées
- 1990 : Lauter nette Nachbarn'
- 1990-1999 : Käpt'n Blaubärs Seemannsgarn (180 épisodes)
- 1993-1999 : Käpt'n Blaubär Club (24 épisodes)
- 1998 : Castillo - Ein Drache mischt das Mittelalter auf
- 2018 : Leopard, Seebär & Co. (5 épisodes)